# 1580 en arts plastiques
| Années des arts plastiques : 1577 - 1578 - 1579 - 1580 - 1581 - 1582 - 1583    |
| Décennies des arts plastiques : 1550 - 1560 - 1570 - 1580 - 1590 - 1600 - 1610 |

Cette page concerne l'année 1580 en arts plastiques.

## Œuvres
- Vers 1580 : 

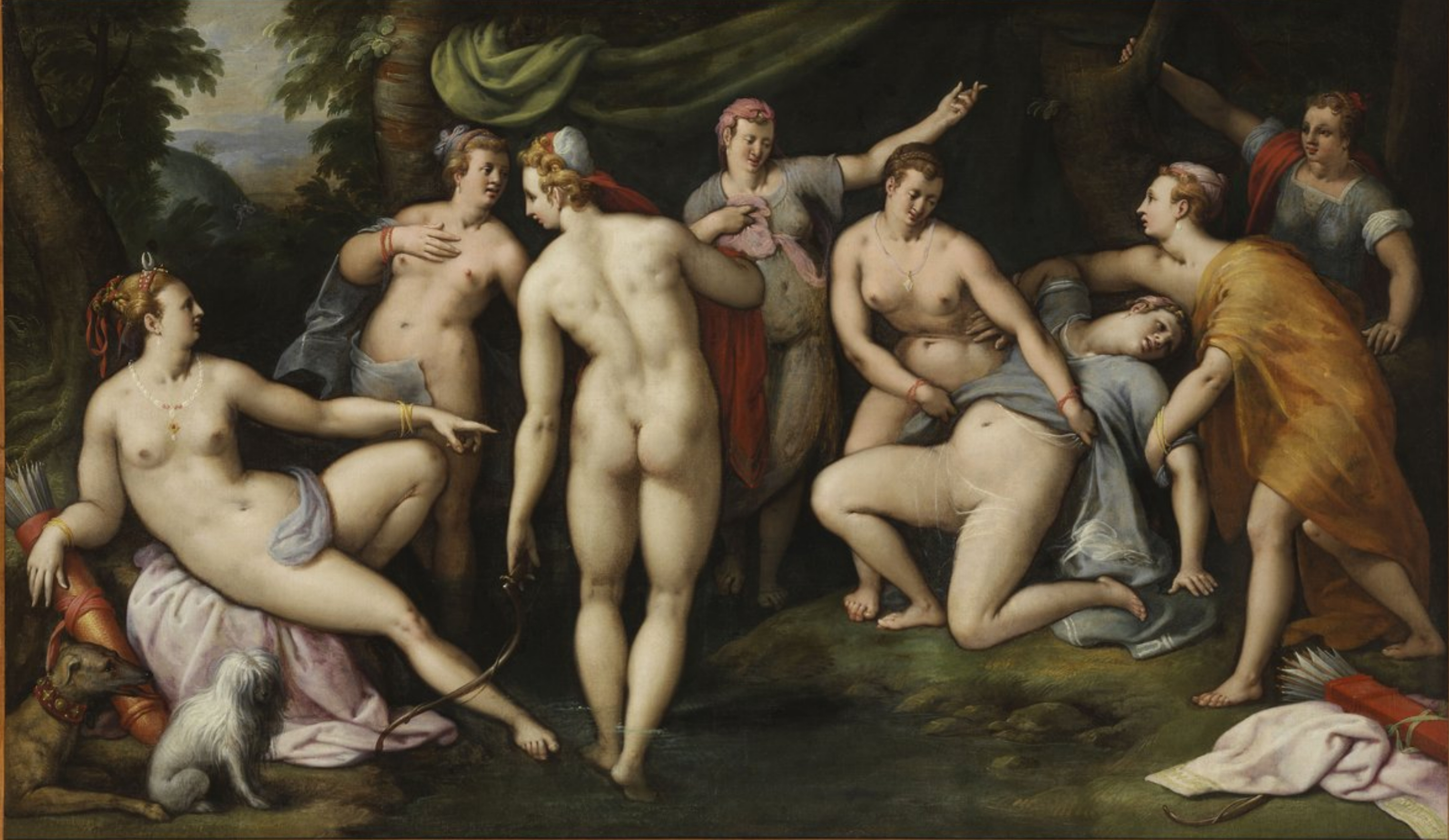
Callisto, toile de Gillis Congnet.

  - Les Mangeurs de ricotta, une huile sur toile de Vincenzo Campi
  - Saint Antoine de Padoue, tableau réalisé par Le Greco.
- Entre 1580 et 1586 : Les Larmes de saint Pierre, tableau réalisé par Le Greco.

## Naissances
- 20 janvier : Stefano Amadei, peintre baroque italien († 20 janvier 1644),
- 29 juillet : Francesco Mochi, sculpteur italien († 6 février 1654),
- 15 septembre : Willem Jacobsz. Delff, peintre et graveur néerlandais († 11 avril 1638),
- ? septembre : Hendrik van Steenwijk II, peintre baroque flamand († 1649),
- entre 1580 et 1583 : Frans Hals, peintre hollandais à Anvers († 26 août 1666),
- ? :
  - Simone Balli, peintre italien († ?),
  - Friedrich Brentel, graveur et peintre miniaturiste allemand († 1651),
  - Giovanni Domenico Cappellino, peintre italien de l'école génoise († 1651).
  - David Kindt, peintre allemand († 26 février 1652),
  - Agostino Tassi, peintre italien du maniérisme tardif († 25 février 1644),
- Vers 1580 :
  - Nicolas Bellot, architecte, sculpteur et peintre lorrain († 1672),
  - Boëtius Adams Bolswert, graveur néerlandais († 25 mars 1633),
  - Andries Stock, peintre, graveur et illustrateur néerlandais d'origine flamande († 1648).

## Décès
- 27 avril : Giovanni Battista della Cerva, peintre italien (° 1515),

- ? : Willem van den Broeck, sculpteur flamand (° 1530),

- Vers 1580 :
  - Fermo Guisoni, peintre maniériste italien (° vers 1510),
  - Girolamo Siciolante da Sermoneta, peintre maniériste italien (° 1521),

- 1576 ou 1580 :
- John Bettes l'Ancien, peintre de portraits, miniaturiste et graveur britannique (° vers 1530).